# Holo-(acil-nosilac-protein) sintaza
Holo-(acil-nosilac-protein) sintaza (EC 2.7.8.7, acil nosilac protein holoprotein (holo-ACP) sintetaza, holo-ACP sintetaza, koenzim A:masna kiselina sintetaza apoenzim 4'-fosfopantetein transferaza, holosintaza, acil nosilac protein sintetaza, PPTase, AcpS, ACPS, acil nosilac protein sintaza, P-pant transferaza, KoA:apo-(acil-nosilac-protein) panteteinfosfotransferaza, KoA-(4'-fosfopantetein):apo-(acil-nosilac-protein) 4'-panteteinfosfotransferaza) je enzim sa sistematskim imenom KoA-(4'-fosfopantetein):apo-(acil-nosilac protein) 4'-panteteinfosfotransferaza. Ovaj enzim katalizuje sledeću hemijsku reakciju
KoA-[4'-fosfopantetein] + apo-[acil-nosilac protein] {\displaystyle \rightleftharpoons } adenozin 3',5'-bisfosfat + holo-[acil-nosilac protein]
Za rad ovog enzima je neophodan jon Mg2+.

## Literatura
- Nicholas C. Price; Lewis Stevens (1999). Fundamentals of Enzymology: The Cell and Molecular Biology of Catalytic Proteins (Third изд.). USA: Oxford University Press. ISBN 019850229X.
- Eric J. Toone (2006). Advances in Enzymology and Related Areas of Molecular Biology, Protein Evolution (Volume 75 изд.). Wiley-Interscience. ISBN 0471205036.
- Branden C; Tooze J. Introduction to Protein Structure. New York, NY: Garland Publishing. ISBN 0-8153-2305-0.
- Irwin H. Segel. Enzyme Kinetics: Behavior and Analysis of Rapid Equilibrium and Steady-State Enzyme Systems (Book 44 изд.). Wiley Classics Library. ISBN 0471303097.
- William P. Jencks (1987). Catalysis in Chemistry and Enzymology. Dover Publications. ISBN 0486654605.

## Spoljašnje veze
- Holo-(acyl-carrier-protein)+synthase на 